# Bombardeig d'Alacant (1705)
El Bombardeig d'Alacant fou un dels episodis de la Guerra de Successió Espanyola, en la que els aliats van atacar Alacant en el seu camí per atacar Barcelona el 1705.

## Antecedents
Preveient la mort de Carles II de Castella sense descendència, les principals potències europees van proposar un príncep elector de Baviera, amb el consegüent repartiment de possessions entre aquestes potències, però aquest mor i Carles II, que mor el 1700 proposa Felip d'Anjou. Felip entra a Barcelona el 2 d'octubre i les Corts finalment es taquen el 14 de gener de 1702 amb el jurament de les constitucions catalanes pel Rei. Els aliats proposen l'arxiduc Carles i comencen les hostilitats.
El 27 de maig de 1704 es produeix ha un primer intent de desembarcament aliat a Barcelona, amb Jordi de Darmstadt al front amb part de 30 vaixells britànics i 18 holandesos, però és un estol insuficient doncs només compta amb 1.200 soldats d'infanteria, car es comptava amb el suport dels conspiradors però la ciutat es posa a les ordres del virrei i els aliats fugen bombardejant el 31 de maig però els aliats prenen Gibraltar pels britànics, a l'agost del 1704.
L'estiu de 1705, l'arxiduc embarca a Lisboa en direcció al Mediterrani amb un estol de 180 vaixells amb 9.000 soldats anglesos, holandesos i austriacs i 800 cavalls sota el comandament del comte de Peterborough, l'holandès Shrattenbach i Jordi de Darmstadt.

## Batalla
L'estol aliat comandat per Lord Peterborough, que es dirigeix a assetjar Barcelona amb l'arxiduc Carles, ordena a la ciutat que es posicioni a favor de Carles, però les autoritats locals s'hi neguen i la flota bombardeja la ciutat d'Alacant el 3 d'agost de 1705.

## Conseqüències
L'estol s'atura a Altea on l'arxiduc és proclamat rei i la revolta valenciana dels maulets s'estén liderada per Joan Baptista Basset i la flota continua el seu camí cap a Barcelona, deixant una petita part de la flota a la Marina recolzant als revoltats i prenent Dénia.
Mentrestant, encoratjats constantment pel príncep Jordi de Darmstadt, escamots armats barren el pas als borbònics a la plana de Vic i finalment l'estol arriba a Barcelona el 22 d'agost. Les autoritats de la ciutat es posen al servei de Felip d'Anjou i proposen formar la milícia armada de la ciutat, la Coronela, mentre la població vacil·la i els vigatans s'aixequen i baixen uns 1.000 armats per unir-se al desembarcament. Després de la presa de Montjuïc, finalment Barcelona va caure en mans austriacistes. Tot i la caiguda de València, el castell d'Alacant aguanta fins al 1706.